# Augurus
Augurus (łac. Diocesis Auguritensis) – stolica historycznej diecezji w Cesarstwie rzymskim w prowincji Numidia zlikwidowana w VII w. podczas ekspansji islamskiej, współcześnie w północnej Algierii. Obecnie katolickie biskupstwo tytularne. 

## Biskupi tytularni
| Lp. | Biskup                          | Funkcja                                         | Od               | Do              |
| --- | ------------------------------- | ----------------------------------------------- | ---------------- | --------------- |
| 1   | Michel Darmancier               | wikariusz apostolski Wallis i Futuny            | 22 grudnia 1961  | 21 czerwca 1966 |
| 2   | Victor Gouet                    | biskup pomocniczy Paryża (Francja)              | 30 grudnia 1966  | 15 grudnia 1988 |
| 3   | Gilles Lussier                  | biskup pomocniczy Saint-Jérôme (Kanada)         | 23 grudnia 1988  | 7 września 1991 |
| 4   | Simon Akwali Okafor             | biskup koadiutor Awka (Nigeria)                 | 6 marca 1992     | 9 września 1994 |
| 5   | Edwin Michael Conway            | biskup pomocniczy Chicago (USA)                 | 24 stycznia 1995 | 9 sierpnia 2004 |
| 6   | João Carlos Petrini             | biskup pomocniczy São Salvador (Brazylia)       | 12 stycznia 2005 | 15 grudnia 2010 |
| 7   | José Francisco Falcão de Barros | biskup pomocniczy ordynariatu polowego Brazylii | 16 lutego 2011   |                 |